# Nzalat Laadam
Nzalat Laadam (franska: Nzalat Laadam (CR), Nzalat Laadam (Commune Rurale), arabiska: لمحرة) är en kommun i Marocko.   Den ligger i provinsen Rehamna och regionen Marrakech-Safi, 240 km sydväst om huvudstaden Rabat. Antalet invånare är 11 097.